# Zeche Christiana
Die Zeche Christiana ist ein ehemaliges Steinkohlenbergwerk in Annen. Das Bergwerk war auch unter den Namen Zeche Christiane, Zeche Christiane Gerichts Witten und Zeche Christian bekannt. Das Bergwerk gehörte zum Märkischen Bergamtsbezirk und dort zum Geschworenenrevier Östlich Witten.

## Bergwerksgeschichte
Das Bergwerk war bereits vor der Verleihung, etwa ab dem Jahr 1785, in Betrieb. Am 25. Mai des Jahres 1789 wurde ein Längenfeld verliehen, im Anschluss an die Verleihung war das Bergwerk weiter in Betrieb. Etwa um das Jahr 1790 wurde das Bergwerk in Fristen gelegt. Ab dem Juli des Jahres 1841 war das Bergwerk wieder in Betrieb. Es war ein Flöz mit einer Mächtigkeit von 50 Zoll in Verhieb. Die abgebauten Kohlen wurden zu diesem Zeitpunkt über den Schacht Crone der Zeche Vereinigte Friedrichsfeld gefördert. Im Jahr 1853 war das Bergwerk nachweislich in Betrieb. Im Jahr 1855 wurde das Grubenfeld der Zeche Christiana durch den Franziska Erbstollen gelöst. Zu diesem Zeitpunkt erfolgte die Förderung über einen eigenen Schacht, der mit einem Pferdegöpel ausgerüstet war. Der Schacht hatte eine Teufe von 21¼ Lachter. Außerdem wurde zu dieser Zeit auch Koks mit einem Meiler produziert. In den Jahren 1857 bis 1860 war das Bergwerk in Betrieb. Im Jahr 1861 wurde es erneut in Fristen gelegt. Etwa um das Jahr 1880 wurde die Zeche Christiana von der Zeche Vereinigte Hamburg übernommen.

## Förderung und Belegschaft
Die auf der Zeche Christiana abgebauten Kohlen waren stark backend und konnten für die Meilerverkokung verwendet werden. Die ersten bekannten Förderzahlen des Bergwerks stammen aus dem Jahr 1841, es wurden 29.952 Scheffel Steinkohle gefördert. Die ersten bekannten Belegschaftszahlen des Bergwerks stammen von 1842, damals waren 32 Bergleute auf dem Bergwerk beschäftigt, die eine Förderung von 21.306 preußische Tonnen erbrachten. Im Jahr 1845 wurden 49.108 Scheffel Steinkohle gefördert. Die Belegschaftszahlen schwankten in diesem Jahr zwischen 12 und 20 Bergleuten. Im Jahr 1847 wurden mit 13 bis 21 Bergleuten 80.167 Scheffel Steinkohle gefördert. Im Jahr 1855 wurden mit 27 Bergleuten 12.546¼ preußische Tonnen Steinkohle gefördert. Dies waren auch die letzten bekannten Förder- und Belegschaftszahlen des Bergwerks.